# Matteo Messina Denaro
Matteo Messina Denaro, även känd som Diabolik, född 26 april 1962 i Castelvetrano, Sicilien, död 25 september 2023 i L'Aquila, Abruzzo, var en italiensk (siciliansk) maffiaboss. Han ansågs vara den högste ledaren för den sicilianska maffian efter gripandet av Bernardo Provenzano 2006 och Salvatore Lo Piccolo 2007.
Denaro var son till en maffiaboss och blev känd nationellt 2001 när tidningen L'Espresso hade en bild av honom på omslaget med rubriken "Ecco il nuovo capo della Mafia" ("Här är den nya maffiabossen").
Matteo Messina Denaro föddes i Castelvetrano i provinsen Trapani på Sicilien. Hans far, Francesco Messina Denaro var en maffiaboss känd som Don Ciccio.
Denaro lärde sig att använda vapen vid 14 års ålder. "Jag fyllde en kyrkogård helt själv," skröt han en gång. Han skapade sitt rykte genom att mörda rivaliserande bossen Vincenzo Milazzo från Alcamo och strypa Milazzos flickvän som var gravid i tredje månaden.
Efter Bernardo Provenzanos död 2016 och Salvatore Riinas 2017, sågs Messina Denaro som den ohotade chefen för alla chefer inom italienska maffian.
Efter 30 år på flykt arresterades Denaro den 16 januari 2023 på en privat klinik i Siciliens huvudstad Palermo, där han under falskt namn fick behandling för cancer.
Han förflyttades med militärflyg till fängelset i L'Aquila, fängelset har en onkologisk avdelning där han förhördes av italiensk polis.
Vid tiden för hans arrestering uppskattades Messina Denaros tillgångar till minst 4 miljarder euro. 
I juli 2023 dömde en appellationsdomstol i Italien Denaro till livstids fängelse för hans inblandning i mordet på åklagaren Giovanni Falcone och hans kollega Paolo Borsellino. 